# El cavaller del lleó
El cavaller del lleó (Yvain ou le Chevalier au lion) és una novel·la de Chrétien de Troyes escrita cap al 1170 que narra les aventures d'Ivany, un dels personatges de la matèria de Bretanya. La novel·la conté més de 6000 versos apariats que segueixen les gestes del cavaller protagonista fins que assoleix el perdó de la seva estimada. Ha estat traduïda al català.

## Argument
Ivany escolta el relat de les gestes de Calogrenant, que va fracassar en l'intent de vèncer el cavaller convocat per la tempesta d'una font màgica, i decideix intentar ell la proesa. Ataca el cavaller i el persegueix fins al seu castell, on una porta que es tanca sola el fa presoner. Una donzella apareix i es compadeix de la seva sort, llavors li dona un anell que fa invisible la persona que el porta, de manera que pot escapar dels perseguidors que volen venjar la mort del cavaller.
Encara invisible, veu la reina vídua plorant davant del cadàver (que comença a sagnar) i se n'enamora profundament. Demana a la donzella que intercedeixi davant la dona i acaben casant-se. Ivany jura defensar el regne dels cavallers del rei Artús, que volen aconseguir la glòria de la font màgica. Quan aquests arriben es troben amb el seu antic company i descobreixen que el cavaller ja és mort. Aleshores intenten que torni amb ells a casa. La reina accedeix a deixar marxar el nou espòs amb la condició que estigui només fora un any i li dona un anell en penyora d'amor.
Ivany oblida la seva promesa perquè viu grans aventures i quan se n'adona, embogeix i marxa a viure al bosc, ja que no és digne de viure a la civilització havent fallat a la seva dama. Allà salva un lleó de l'atac d'una serp gegant i la fera es converteix en el seu company. Junts viuen noves aventures, matant gegants i monstres que ataquen els regnes veïns.
Amb la fama que guanya se sent digne per intentar assolir el perdó de la seva esposa. Llavors torna a la font màgica i provoca una tempesta enorme que només es calmarà quan la reina accedeix a veure'l. Finalment el matrimoni es reconcilia.

## Anàlisi
Aquesta obra barreja clarament amb la història fets màgics i fantàstics, absents d'escrits més primerencs del cicle. Apareixen així elements propis de la mitologia germànica, com el fet que les ferides d'un cadàver sagnin en presència de l'assassí, anells amb poders o portes que funcionen soles, a més de la font que provoca l'inici de la història. S'ha conservat en nou manuscrits diferents, amb versions que la crítica textual qualifica de fidels a la versió inicial de l'autor.
Com en la majoria de llibres de l'època, la trama es crea combinant elements de la tradició. El personatge d'Ivany prové de Geoffrey de Monmouth, però a les seves cròniques apareixia com un cavaller marginal i no com a protagonista. En la novel·la de Chrétien de Troyes encarna el típic cavaller que viu errant a la recerca d'aventures i que respecta la seva dama (influència de l'amor cortès). La història de la font que desencadena tempestes prové del poeta Wace. De la tradició clàssica sorgeix el tema del lleó agraït que segueix l'heroi i l'ajuda en els combats. Igualment del món romà (concretament d'Ovidi) venen les reflexions sobre l'amor que s'associen al protagonista. Determinats episodis de les aventures al bosc guarden molta semblança amb Sant Mungo